# Nemotelus eburneopictus
Nemotelus eburneopictus är en tvåvingeart som beskrevs av James 1974. Nemotelus eburneopictus ingår i släktet Nemotelus och familjen vapenflugor. Inga underarter finns listade i Catalogue of Life.